# 町田ひらく
町田 ひらく（まちだ ひらく、1963年6月23日 - ）は、日本の漫画家。山形県米沢市出身。主に成人向け漫画を描く。ロリコン系作品が大多数を占める。

## 人物
- 1963年、山形県米沢市に生まれる[1]。
- 1993年、東京造形大学卒業[1]。
- 1995年、さーくる社刊マニア誌『秘密のお茶会』にて「卒業式は裸で」、一水社刊SMアンソロジー『コミック闇市場』にて「さようならお陽さま」でほぼ同時に漫画デビュー。現在に至る[1]。
- 2009年、銀座・ヴァニラ画廊にて9月28日から10月10日まで、町田ひらく展「こどもべ也」が開催された[1]。会期中、会場には著者も駆けつけたほか、ポスターなどのグッズ販売も行われた。

## 作風・作画
作品は、厭世感と無力感が漂い、少女はひたすら運命に翻弄される。そしてそれは少女を犯す男も同様である。一般的成人向け漫画にありがちなSEXが終わったら全て解決、のようなご都合主義的な事は町田ひらく作品ではほとんど無い。
また、町田ひらくはいわゆる「アニメ絵」とは一線を画した、独自の絵柄を持つ。元来映画制作を志望しており、写真家である事が影響してか、作品の絵は極めて緻密である。そのために遅筆であり、連載を落とす事も多い。
1998年10月5日付朝日新聞書評欄で『green-out』がとりあげられた。

### ファン層
町田ひらくは男性向け成人向け漫画作家であるにもかかわらず、女性ファンが多いということで知られている。漫画家のいしかわじゅんも町田を絶賛しており、ロリコン雑誌の功績だとも言わしめた。

## 作品リスト

### 単行本
1. 『きんしされたあそび』－Prohibited play／Das ist tabu spiel－ 一水社〈いずみコミックス〉
  - 1996年6月発売（奥付：1996年12月1日）、ISBN 4-87076-245-5（ISBN 978-487076-2459）
  - スタジオ"A"によろしく／腹切少女／日、没する地方の天使／秋に 雲雀は囀るか／西大泉名画座／太陽賛歌／ワイルド グッピー／さようならお陽さま
2. 『卒業式は裸で』－As for the graduation, by nakedness－ 一水社〈いずみコミックス09〉
  - 1997年5月発売（奥付：1997年6月25日 初版）、ISBN 4-87076-309-5（ISBN 978-487076-3098）
  - 卒業式は裸で（study1、study2、study3、study4、study5、study6）／あとがき
3. 『幻覚小節』－Hallucination Bar－ 一水社〈いずみコミックス17〉
  - 1997年8月発売（奥付：1997年9月30日）、ISBN 4-87076-317-6（ISBN 978-487076-3173）

  1. 惑星間夜想曲
  2. 美女とのけもの（前編）
  3. 美女とのけもの（後編）
  4. 地上∞(無限)階美少女売場
  5. 蜃気楼回線（前編 "トパーズ"）
  6. 蜃気楼回線（後編 "13月の誕生石"）
  7. 狂乱搾餌
  8. RABBIT BURST
    - 単行本と四季（あとがき）
4. 『green-out』 一水社〈いずみコミックス50〉
  - 1998年7月発売（奥付：1998年9月9日）、ISBN 4-87076-350-8（ISBN 978-487076-3500） ※初版は58ページと59ページの内容が入れ替わっている

  1. GUNと標的 ［一水社、コミック闇市場 no.15、1997年］
  2. 青空の十三回忌 ［一水社、家なきっ子 vol.4、1997年］
  3. お花ばたけ王朝紀（第一話 "ドクダミ姫"） ［一水社、コミック闇市場 no.16、1997年］
  4. お花ばたけ王朝紀（第二話 "カモミール卿"） ［一水社、コミック闇市場 no.17、1997年］
  5. お花ばたけ王朝紀（第三話 "芥子坊主"） ［一水社、家畜美人 巻ノ壱、1998年］
  6. お花ばたけ王朝紀（第四話 "サルビア姫"） ［一水社、家畜美人 巻ノ弐、1998年］
  7. 深海人魚 ［MANGA純一 2月号、1996年］ ※「深海人形」は誤植
  8. 阿修羅満開 ［一水社、家畜美人 巻ノ参、1998年］
    - 速報（あとがき）
5. 『Alice Brand』 コアマガジン〈ホットミルクコミックシリーズ068〉
  - 1998年11月16日発売[2]（奥付：同日）、ISBN 4-87734-220-6（ISBN 978-487734-2203）

  1. Requiem White ［白夜書房、マシュマロくらぶ vol.2、1996年］
  2. ASKARIAN ［白夜書房、アリスの城 vol.5、1996年］
  3. Fairy's rule ［白夜書房、漫画ホットミルク 9月号、1997年］
  4. ROSWELL ANGEL ［白夜書房、マシュマロくらぶ vol.3、1996年］
  5. アンフェール藝術院 ［コアマガジン、COMICアリスくらぶ vol.5、1998年］
  6. Shelter "pure" ［コアマガジン、COMICアリスくらぶ vol.1、1997年］
  7. small small lady ［白夜書房、アリスの城 vol.1、1995年］
  8. アンネリーゼの水晶球 ［白夜書房、アリスの城 vol.3、1996年］
  9. 光の王国 ［コアマガジン、COMICアリスくらぶ vol.3、1997年］
  10. Cyanos Fortress ［コアマガジン、COMICアリスくらぶ vol.4、1997年］
  11. A Water Girl ［コアマガジン、COMICアリスくらぶ vol.6、1998年］
  12. 高原天上楽 ［コアマガジン、COMICアリスくらぶ vol.7、1998年］
  13. 夏の栞 ［白夜書房、漫画ホットミルク 1996年11月号、1996年］
6. 『11.1（NOVEMBER FIRST）』 一水社〈いずみコミックス41〉
  - 2000年11月発売（奥付：2000年12月15日）、ISBN 4-87076-441-5（ISBN 978-487076-4415）

  1. 凪さかり［光彩書房、激しくて変、2000年］
  2. 悪戯狐
  3. Happy Birth
  4. fammly noise（前編）
  5. fammly noise（後編）
  6. メビウス光学
  7. 勇者のはつ恋
  8. あの娘の詩集が出来るまで（縮小）
  9. HELLO 鬼帝 ※ただし、作品表紙の表記は「HELLO 鬼亭」 ［光彩書房、激しくて変II、2000年］
  10. 綺麗になりたい
    - モンテディオ山形通信（あとがき）
7. 『町田ホテル』 太田出版〈F×COMICS〉
  - 2002年4月発売（奥付：2002年5月3日）、ISBN 4-87233-641-0（ISBN 978-487233-6412）

  1. 正直者の誕生日 ［集英社、エクストラビジネスジャンプ 2000年9/30号、2000年］
  2. 少女法 ［太田出版、マンガ・エロティクス 2000年春、2000年］
  3. 町田ホテル ［太田出版、マンガ・エロティクス 2001年冬、2001年］
  4. めすいぬのむすめ ［集英社、エクストラビジネスジャンプ 2001年1/5号、2001年］
  5. 窠蝕の典（かしょくのてん） ［太田出版、マンガ・エロティクス vol.3、1999年］
  6. 股正宗 ［太田出版、マンガ・エロティクス vol.1、1999年］
  7. 回天 ［太田出版、マンガ・エロティクスF 2001年2月号、2001年］
  8. 青銅の味 ［双葉社、週刊漫画アクション 1999年52号、1999年］
  9. 義勇軍エウロパ ［太田出版、マンガ・エロティクスF 2001年4月号、2001年］
  10. 虹蟲 ［集英社、エクストラビジネスジャンプ 1999年10/30号、1999年］
  11. ミルク･シェイキ ［太田出版、マンガ・エロティクスF 2001年11月号、2001年］
  12. MOUSE TROUBLE BLUES ［太田出版、マンガ・エロティクス vol.2、1999年］
  13. ランちゃんヴォイスで囁いて ［太田出版、クイックジャパン vol.32、2000年］
8. 『ANNE FRIENDS』 コアマガジン〈ホットミルクコミックシリーズ156〉
  - 2003年3月5日発売[2]（奥付：2003年3月19日 初版）、ISBN 4-87734-619-8（ISBN 978-4-87-734619-5）

  1. Love and Peace ［コアマガジン、Comicぷちみるく Vol.5、2000年］
  2. ナタリア天文台 ［コアマガジン、Comicアリスコレクション vol.1、2001年］
  3. ネネによる福音書 ［コアマガジン、漫画ばんがいち 2000年8月号、2000年］
  4. ヘルツォークの林檎 ［コアマガジン、Comicぷちみるく Vol.3、1999年］
  5. スケアクロウ ［コアマガジン、Comicアリス倶楽部、2002年］
  6. 約束の血 ［コアマガジン、ComicぷちみるくVol.2、1999年］
  7. 空飛ぶ円盤に恋人と乗ったよ ［太田出版、EROTICS 02夏号、2002年］
  8. Chocolate Adam（前編） ［コアマガジン、コミックメガキューブ Vol.2、2001年］
  9. Chocolate Adam（後編） ［コアマガジン、コミックメガキューブ Vol.4、2001年］
  10. アルマゲスト ［コアマガジン、Comicアリスくらぶ Vol.9、1998年］
9. 『あじあの貢ぎもの（ASIAN TRIBUTE）』 一水社〈いずみコミックス〉
  - 2004年5月15日発売（奥付：2004年6月23日）、ISBN 4-87076-566-7（ISBN 978-487076-5665）

  1. 半仏半獣（Half-budda half-beast） ［光彩書房、激しくて変III、2001年］
  2. piano man ［光彩書房、知的色情 vol.2、2002年］
  3. 201X ［光彩書房、知的色情 vol.3、2003年］
  4. 国立人喰い動物園（A national cannibals zoo） ［光彩書房、知的色情 vol.1、2002年］
  5. 夫婦善罪（Man and wife、good and punishment） ［一水社、暗黒抒情II、2002年］
  6. 電波精子（Electric wave sperm） ［一水社、Hのある風景III、2004年］
  7. オニゲノム（A demon genome） ［一水社、暗黒抒情、2001年］
  8. 03年代動乱（03-year fee disturbance）  ［一水社、Hのある風景、2003年］
    - あとがき
10. 『黄泉のマチ』 茜新社〈TENMACOMICS LO #32〉
  - 2006年10月14日発売[3]（奥付：2006年10月31日 初版）、ISBN 4-87182-873-5（ISBN 978-487182-8734）

  1. たんぽぽの卵 其の壱 ［茜新社、COMIC LO vol.16、2005年4月］
  2. たんぽぽの卵 其の弐 ［茜新社、COMIC LO vol.18、2005年6月］
  3. たんぽぽの卵 其の参 ［茜新社、COMIC LO vol.20、2005年9月］
  4. たんぽぽの卵 其の四 ［茜新社、COMIC LO vol.22、2005年11月］
  5. たんぽぽの卵 其の五 ［茜新社、COMIC LO 2006年5月号、2006年］
  6. たんぽぽの卵 其の六 ［茜新社、COMIC LO 2006年9月号、2006年］
  7. 手をとりあって黄泉の国 ［茜新社、COMIC LO vol.13、2005年1月］
  8. お絵描きロビンフッド ［茜新社、COMIC LO 2006年3月号、2006年］
    - あとがき
11. 『sweet ten diary』 茜新社〈TENMACOMICS LO #57〉
  - 2008年8月8日発売[4]（奥付：2008年8月30日 初版）、ISBN 978-4-86349-015-4

  1. 海が見たいと云ってくれ ［一水社、Hのある風景 no.3、2004年］
  2. 卒業式は裸で（初稿、パイロット版）
  3. ひまわり ［一水社、コミック闇市場 no.13、1997年］
  4. soul market ［一水社、ロリータエクセレント、2004年］
  5. ミセスバタフライ ［一水社、家畜美人 巻ノ壱、1998年］
  6. カラスの櫂 ［太田出版、EROTICS 2004年］
  7. deformity ［コアマガジン、コミックアリスコレクション vol.4、2002年］ ※初出時のタイトルは「Baudy Boom」
  8. アダム達とイブ ［コアマガジン、メガキューブ vol.31、2003年］
  9. ヒポクリストマトリーファズ （山本直樹トリビュート） ［太田出版、マンガエロティクスF vol.40、2006年］
  10. CASH! ［心交社、妖精日記 no.6、1998年］
  11. Shuffle ［心交社、妖精日記 no.4、1997年］
  12. けもの道より来たる ［心交社、妖精日記 no.2、1997年］
  13. OH! DELUXちゃん 諸行無常編 ［MCプレス、DVD DELUX 2006年11月号、2006年］
    - あとがき
12. 『たんぽぽのまつり』 茜新社〈TENMACOMICS LO #75〉
  - 2009年12月26日発売[5]、ISBN 978-4-86349-123-6

  1. たんぽぽの卵 其の七
  2. たんぽぽの卵 其の八
  3. たんぽぽの卵 其の九
  4. たんぽぽの卵 其の十
  5. たんぽぽの卵 其の十一
  6. たんぽぽの卵 其の十二
  7. たんぽぽの卵 最終章#1
  8. たんぽぽの卵 最終章#2
  9. たんぽぽの卵 最終話
    - あとがき
13. 『飼いね子』 茜新社〈TENMACOMICS LO #112〉
  - 2011年12月22日発売[6]（奥付：2012年1月10日 初版）、ISBN 978-4-86349-269-1

  1. magicmirror HOTEL ［茜新社、COMIC LO 2010年2月号、2009年］
  2. 三文病棟 ［茜新社、COMIC LO 2008年2月号、2007年］
  3. MONKEY PARENT ［茜新社、COMIC LO 2011年7月号、2011年］
  4. 大泉モンスター ［茜新社、COMIC LO 2007年11月号、2007年］
  5. タマの緒よ ［茜新社、COMIC LO 2011年10月号、2011年］
  6. The case of glasscase ［茜新社、COMIC LO 2008年7月号、2008年］
  7. 漫画で見る未来の三丁目 ［茜新社、COMIC LO 2008年5月号、2008年］
  8. 蜜葬 ［茜新社、COMIC LO 2010年10月号、2010年］
  9. 鴇を狩る鴉 前編 ［茜新社、COMIC LO 2011年2月号、2010年］
  10. 鴇を狩る鴉 後編 ［茜新社、COMIC LO 2011年4月号、2011年］
  11. 無題 ［初出：同人誌「metal lolita」］
  12. 捨てね子 ［描き下ろし］
    - あとがき
14. 『少婦八景』 茜新社〈TENMACOMICS LO #156〉
  - 2014年7月18日発売[7]（奥付：2014年8月10日 初版）、ISBN 978-4-86349-439-8

  1. 天然蝕(月)
  2. 天然蝕(花)
  3. 花子と太郎の夏休み
  4. ASIA REPORT
  5. 眼醒女
  6. ペド不可物件
  7. サイコサイコ動画
  8. 燐寸の灯-HELLO 鬼亭-
  9. 大きな何かの木の下で
    - あとがき
    - 付録：「スタンド・アローン（同人誌「MILLE-FILLES」より）
15. 『ヌギグルミの絵本』 茜新社〈TENMACOMICS LO #198〉
  - 2016年8月27日発売[8]（奥付：2016年9月10日 初版）、ISBN 978-4-86349-573-9

  1. マアだだよ
  2. 劇中喜劇
  3. 穢土し草
  4. 紙の襞
  5. その虚の本当
  6. ソバカスリンダ 前編
  7. ソバカスリンダ 中編
  8. ソバカスリンダ 後編
    - あとがき
16. 『小さい躰に白い蔭』 茜新社〈TENMACOMICS LO #255〉
  - 2019年7月29日発売[9]（奥付：2019年8月10日 初版）、ISBN 978-4-86349-779-5

  1. ほほえみ地童 前編
  2. ほほえみ地童 中編
  3. ほほえみ地童 後編
  4. 兇状待ち
  5. 座敷牢の揺籠
  6. 大部屋子部屋
    - あとがき

### 単行本未収録作品
- オリーブの首輪 『漫画アクション 2007年1/9号』（2006年12月19日発売、双葉社)

## 参加作品
- 『MILLE-FILLES（ミルフィーユ）』 (2012年11月18日、密林社)
  - 「それでも生きる少女のために」をテーマとしたインディペンデントマガジン(ムック本)。町田はイラストで参加。コミケなどでは町田の表紙イラストを用いたポストカードが販売された。
- 『さまよえる成年のための吾妻ひでお』 (2013年4月25日、河出書房新社)
  - 吾妻ひでおベスト選集第4弾。監修・町田ひらくによる厳選25作品と1万字にも及ぶ全作品解説が収録されている。

## 主な掲載誌
- COMIC LO 2002年 -

## 個展
- 町田ひらく展 「こどもべ也」、期間：2009年9月28日（月）～2009年10月10日（土）、会場：ヴァニラ画廊